# Vulcacius Rufinus
Vulcacius Rufinus († 368) war ein römischer Beamter der Spätantike. Als Prätorianerpräfekt hatte Rufinus über viele Jahre das höchste zivile Amt im spätrömischen Reich inne; 347 bekleidete er zudem zusammen mit dem Heermeister Flavius Eusebius das Konsulat.

## Leben
Rufinus entstammte einer offenbar einflussreichen heidnischen Familie. Sein Bruder Neratius Cerealis war 352–353 Stadtpräfekt von Rom und 358 Konsul, seine Schwester Galla war mit Julius Constantius verheiratet, einem Bruder Kaiser Konstantins des Großen, und eine weitere Schwester war die Mutter des Maximus, der 361–362 als Stadtpräfekt amtierte. Constantius Gallus, der 351–354 als Caesar (Unterkaiser) den Osten des Reiches verwaltete, war ein Sohn seiner Schwester Galla aus ihrer Ehe mit Julius Constantius.
Über Rufinus’ Jugend ist nichts bekannt. Er war wohl zu Beginn seiner Karriere in Numidien in Nordafrika tätig, wo die Stadt Timgad ihn als einen ihrer wichtigsten Förderer nennt. 342 hatte er als comes per orientem Aegypti et Mesopotamiae bereits eine wichtige Verwaltungsfunktion im Osten inne. Ab 344 war er als Prätorianerpräfekt einer der höchsten Amtsträger im Westen des Reiches; zunächst scheint er vor allem in Italien aktiv gewesen zu sein, ab 347 dann ganz oder hauptsächlich im Illyricum. Er war einer der Ratgeber von Konstantins Sohn Constans und wurde 347 mit einem Konsulat geehrt.
Als Magnentius Constans stürzte und die Herrschaft im Westen des Reiches usurpierte, war Rufinus einer der Unterhändler, die er zu Constantius II. schickte, dem letzten überlebenden Sohn Konstantins und Herrscher über den Ostteil des Reiches. Anders als die anderen Mitglieder der Gesandtschaft wurde er nach seiner Ankunft bei Constantius II. nicht festgenommen; auch seinen Posten als Prätorianerpräfekt im Illyricum durfte er behalten.
354, nach dem Sturz des Magnentius, war Rufinus als Prätorianerpräfekt in Gallien tätig. Als Versorgungsprobleme auftraten, musste er in Cabillonum die hungrigen Truppen beruhigen. Wenig später wurde er als Prätorianerpräfekt abgelöst, vermutlich weil sein Neffe Constantius Gallus aufgrund seines selbstherrlichen Auftretens in Antiochia bei Constantius II. in Ungnade gefallen war.
Als Claudius Mamertinus 365 von seinem Posten zurücktreten musste, weil ihm Unterschlagung staatlicher Gelder vorgeworfen wurde, kehrte Rufinus aus dem Ruhestand zurück, um noch einmal Prätorianerpräfekt zu werden. Seine Zuständigkeit erstreckte sich diesmal auf Italien, das Illyricum und Africa. In dieser Funktion setzte er sich erfolgreich für die Rückkehr von Memmius Vitrasius Orfitus ein, der wegen finanzieller Unregelmäßigkeiten bei der Weinsteuer 359 als Stadtpräfekt von Rom abgesetzt und ins Exil geschickt worden war.
Rufinus starb 368. Sein Nachfolger als Prätorianerpräfekt wurde Sextus Petronius Probus.